# Ioan Tibil
Ioan Tibil (n. Șoncuta Mare, județul Maramureș – d. 1957) a fost un delegat la Marea Adunare Națională de la Alba Iulia din 1 decembrie 1918.

## Date biografice
Ajuns avocat, s-a afirmat ca un membru deosebit de activ al Partidului Național Român. În noiembrie 1918 a organizat Sfatul Național Român al plășii Șoncuta Mare, fiind ales președinte al acestuia. Ioan Tibil a organiza Garda Națională Română a plășii Șoncuta Mare. După Unirea din 1918, a aderat la P.N.L., a cărei organizație județeană Satu Mare, a condus-o, ca președinte, în 1934. În anii 1925-1929 a făcut parte din Consiliul Centralei Băncilor Populare din România.